# MEPIS
A MEPIS egy 2003-2016 között létezett Linux disztribúció, ami a Debian „stable” (stabil) ágára épült és i686, x86-64 platformokon egyaránt futott.
A telepítő CD-je tartalmaz live, install és recovery funkciókat, és képes az NTFS partíciók átméretezésére is. Alapértelmezett grafikus felülete a KDE. A MEPIS a Debian tárolók mellett saját MEPIS tárolókkal is rendelkezik. Egyes beállításokhoz saját programot vagy kezelőfelületet használ. Ezek a MEPIS X-Window Assistant, a MEPIS User Assistant és a MEPIS System Assistant.
2013 decemberében a MEPIS közösség tagjai között megbeszélések folytak a jövőbeli lehetőségekről, amihez később csatlakoztak az antiX fejlesztői. Együttműködésük eredményeként született az MX Linux. Az utolsó MEPIS verzió támogatása 2016-ban futott ki.